# تشو قوانغتشو
تشو قوانغتشو (غوانغزهاو) (15 مايو 1929 - 17 أغسطس 2024) وهو فيزيائي صيني شغل منصب رئيس الأكاديمية الصينية للعلوم في الفترة من 1987 إلى 1997.

## سيرته المهنية
عاد تشو إلى الصين في عام 1960 حيث عمل على برنامج الأسلحة النووية الصينية وأصبح في النهاية مدير معهد بحوث الأسلحة النووية الصيني.
انتخب عضوا في الأكاديمية الصينية للعلوم وأصبح فيما بعد نائب الرئيس (1984-1987) والرئيس (1987-1997).